# If U Seek Amy
If U Seek Amy је песма америчке певачице Бритни Спирс. Издата је 10. марта 2009. године, као трећи сингл са албума Circus.